# Dècada del 110 aC

## Personatges destacats
- Cleòpatra III, reina d'Egipte (127 aC-115 aC)
- Ptolemeu IX Làtir, rei d'Egipte (116 aC-110 aC)
- Antíoc VIII Grypos, rei selèucida (125 aC-96 aC)
- Mitridates VI Eupator, rei del Pont (121 aC-63 aC)
- Marc Emili Escaure (163 aC-88 aC), magistrat romà